# Lobelia yucatana
Lobelia yucatana är en klockväxtart som beskrevs av Franz Elfried Wimmer. Lobelia yucatana ingår i släktet lobelior, och familjen klockväxter. Inga underarter finns listade i Catalogue of Life.